# Rubén Marín
Rubén Hugo Marín (Trenel, 1 de mayo de 1934 - Santa Rosa, 27 de enero de 2024) fue un abogado y político argentino, que fue cuatro veces gobernador de la provincia de La Pampa.

## Biografía
Se recibió de abogado en 1961 y estuvo afiliado desde su juventud al peronismo. Hacia finales de la dictadura de Lanusse fue funcionario del Ministerio de Trabajo en General Pico.
Fue elegido vicegobernador en 1973, acompañando a Aquiles Regazzoli. La izquierda peronista lo identificó como representante de los sectores más derechistas del gobierno, en contraposición a las supuestas simpatías del gobernador con la Juventud Peronista. Su gestión estuvo marcada por el continuo enfrentamiento con el gobernador, a quien se intentó apartar del cargo.
Durante esta última dictadura, estuvo varias semanas preso y volvió al ejercicio de la abogacía.
Con el regreso a la democracia, fue elegido gobernador en 1983 con el 40,22% de los votos, asumiendo el gobierno en diciembre de ese año. La escasa diferencia de votos con la Unión Cívica Radical lo obligó a negociar permanentemente con ese partido desde su gobierno. Impulsó juicios por las violaciones a los derechos humanos durante la dictadura.
Al término de su mandato fue elegido diputado nacional, y luego senador nacional. Apoyó la política del presidente Carlos Menem, aunque jugó la interna con Cafiero  
Fue nuevamente elegido gobernador de su provincia en 1991, y reelegido en 1995 y 1999, con el 49%, el 54% y el 57% de los votos, respectivamente. Durante su mandato se reformó la Constitución provincial para permitir la reelección del gobernador, entre otras normas, como parte de una reforma electoral completa, por la ley provincial N°1593, de fines de 1994.
Llevó adelante una ambiciosa política educativa, centrada en la capacitación constante de los maestros y profesores y la intercomunicación entre las casas de estudios. Durante su gestión construyó un largo acueducto desde el embalse de Casa de Piedra hacia la mayor parte de las ciudades de la provincia. Rutas, hospitales, viviendas, escuelas, gasoductos y estaciones transformadoras. Acompañó a Menem y obtuvo varias ventajas para su provincia, aunque no aplicó sus políticas privatizadoras en su gestión. .
Fue también convencional constituyente nacional en 1994. Al año siguiente firmó por su provincia el acta fundacional de la Región de la Patagonia, que engloba a las provincias habitualmente consideradas parte de la Patagonia Argentina y a La Pampa.
En 2003, al término de su mandato, fue elegido senador nacional por segunda vez. En esta oportunidad adhirió a la política de los presidentes Néstor Kirchner y Cristina Fernández de Kirchner. En 2007 se presentó como precandidato a gobernador, pero fue derrotado por el candidato del gobernador Verna, Oscar Jorge. Al año siguiente, en ocasión del paro agropecuario, votó en contra del proyecto del gobierno nacional.
Desde el final de su mandato como senador en 2009, fue presidente del justicialismo en La Pampa.
En el año 2010, durante el primer juicio oral y público llevado a cabo en la Provincia de La Pampa, con motivo de las violaciones a los derechos humanos cometidas por agentes de las Fuerzas Armadas y de Seguridad, bajo el régimen de gobierno de facto iniciado el 24 de marzo de 1976, Marín fue acusado de haber colaborado, previo al golpe de Estado, en el armado de listas de trabajadores del gobierno pampeano que serían cesanteados y puestos a disposición del Poder Ejecutivo Nacional tras el golpe de Estado de 1976, dato que Marín siempre negó.
A principios de 2012 fue intervenido quirúrgicamente por un cáncer de pulmón.
En 2015 apoyo y ganó la interna con Verna Gobernador y en 2018 fue elegido Coordinador  de la Mesa de Acción Política del Partido Justicialista Nacional.
En 2019 acompañó a Ziliotto en su campaña de gobernador y volvió a ganar el peronismo.
En 2021 acompañó en la calle la candidatura del peronismo donde iba su hija, Varinia, como legisladora nacional.
En 2023, volvió a acompañar la candidatura de Ziliotto por la continuidad del peronismo en la gobernación de La Pampa.